# Cyclophora naevata
Cyclophora naevata là một loài bướm đêm trong họ Geometridae.